# Județul Năsăud (interbelic)
Județul Năsăud a fost o unitate administrativă de ordinul întâi din Regatul României, aflată în regiunea istorică Transilvania. Reședința județului era orașul Bistrița.

## Întindere

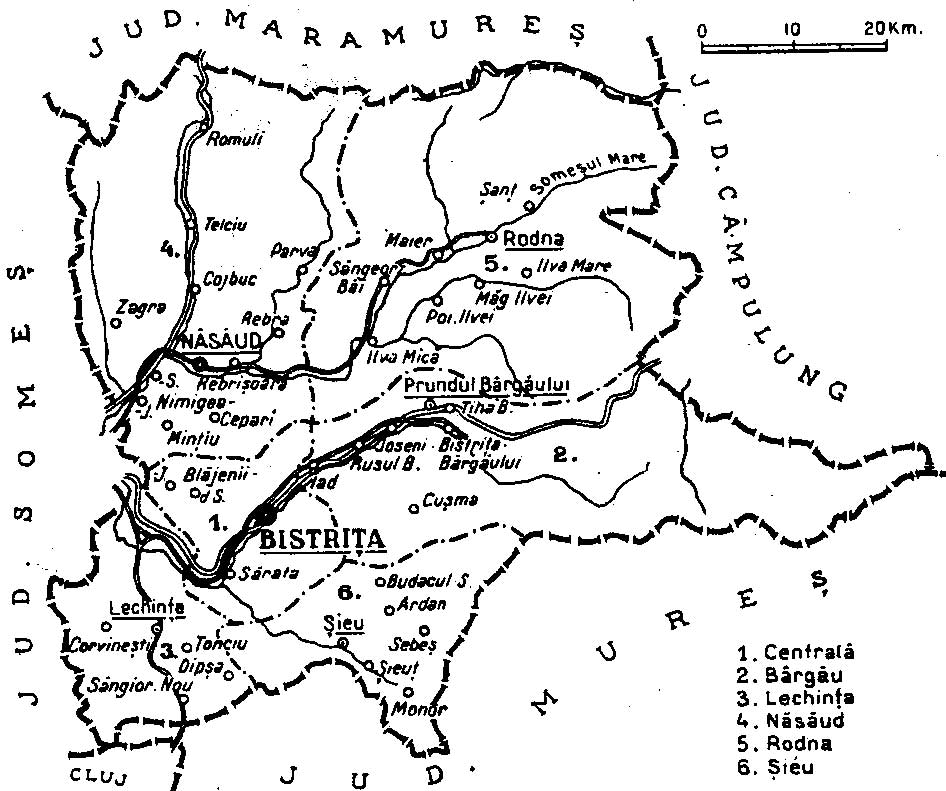
Harta județului, cu dispunerea și denumirea plășilor, în anul 1938.

Județul se afla în partea central-nordică a României Mari, în nordul regiunii Transilvania. Teritoriul județului interbelic se regăsește în actualul județ Bistrița-Năsăud. Județul se învecina la sud cu județul Mureș și cu o mică porțiune din județul Cluj, la vest cu județul Someș, la nord cu județul Maramureș, iar la est cu județele Câmpulung și Neamț. Județul Năsăud a fost succesorul comitatului Bistrița-Năsăud care a funcționat în perioada 1876-1920.

## Organizare
Județul era împărțit în inițial în patru plăși:
1. Plasa Bârgău,
2. Plasa Năsăud,
3. Plasa Rodna și
4. Plasa Șieu.

Ulterior numărul plășilor județului a devenit șase, prin înființarea a două plăși noi:
1. Plasa Centrală și
2. Plasa Lechința.

## Populație
Conform datelor recensământului din 1930 populația județului Năsăud era de 144.131 locuitori, dintre care 71,5% români, 14,4% germani, 5,2% maghiari, 4,4% evrei, 4,1% țigani ș.a. Ca limbă maternă domina limba română (73,9%), urmată de germană (14,6%), maghiară (5,0%), idiș (4,1%) ș.a. Din punct de vedere confesional locuitorii județului Năsăud s-au declarat în proporție de 60,2% greco-catolici, 15,5% lutherani, 13,8% ortodocși, 4,4% mozaici, 3,6% reformați, 2,3% romano-catolici ș.a.

### Mediul urban
Populația urbană a județului era în 1930 de 17.640 de locuitori, dintre care 48,4% români, 25,8% germani, 14,7% evrei, 8,3% maghiari. Ca limbă maternă în mediul urban domina limba română (48,5%), urmată de germană (26,9%), idiș (13,9%), maghiară (9,0%) ș.a. Din punct de vedere confesional orășenimea era alcătuită din 38,7% greco-catolici, 23,8% lutherani, 14,9% mozaici, 10,4% ortodocși, 6,5% romano-catolici, 5,3% reformați ș.a.

## Materiale documentare

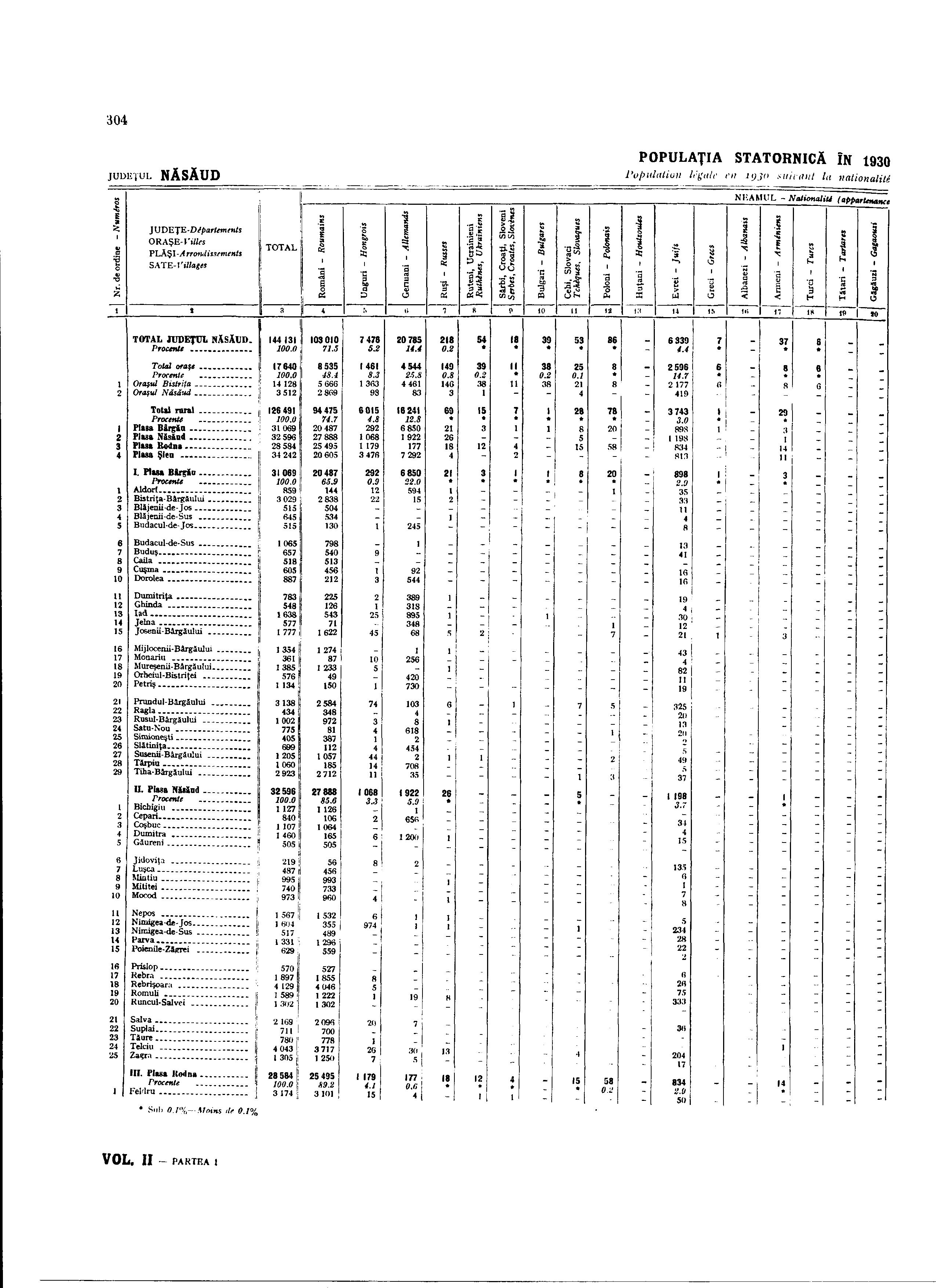
Populația județului în anul 1930, după etnie și limbă maternă
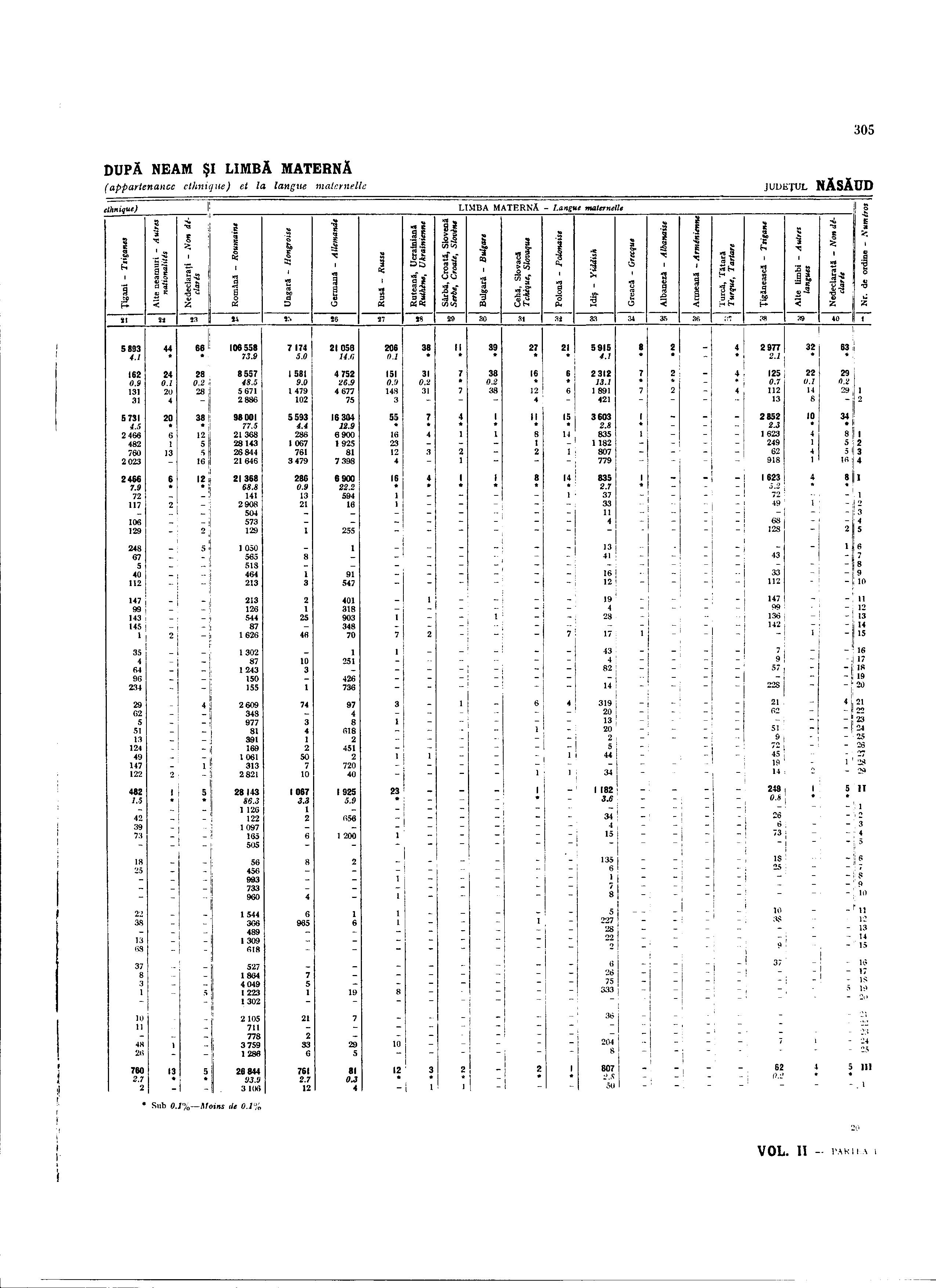
Populația județului în anul 1930, după etnie și limbă maternă
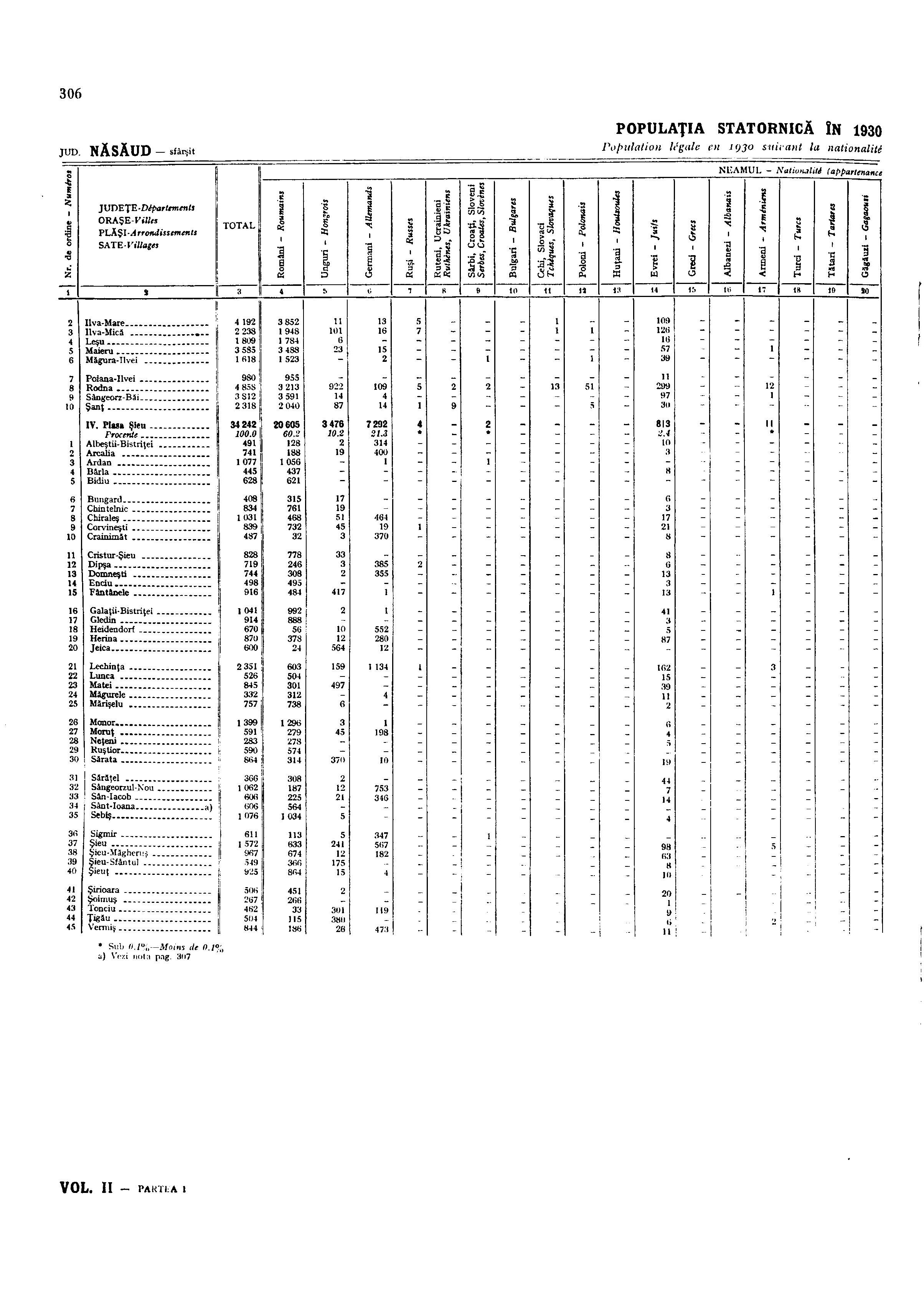
Populația județului în anul 1930, după etnie și limbă maternă
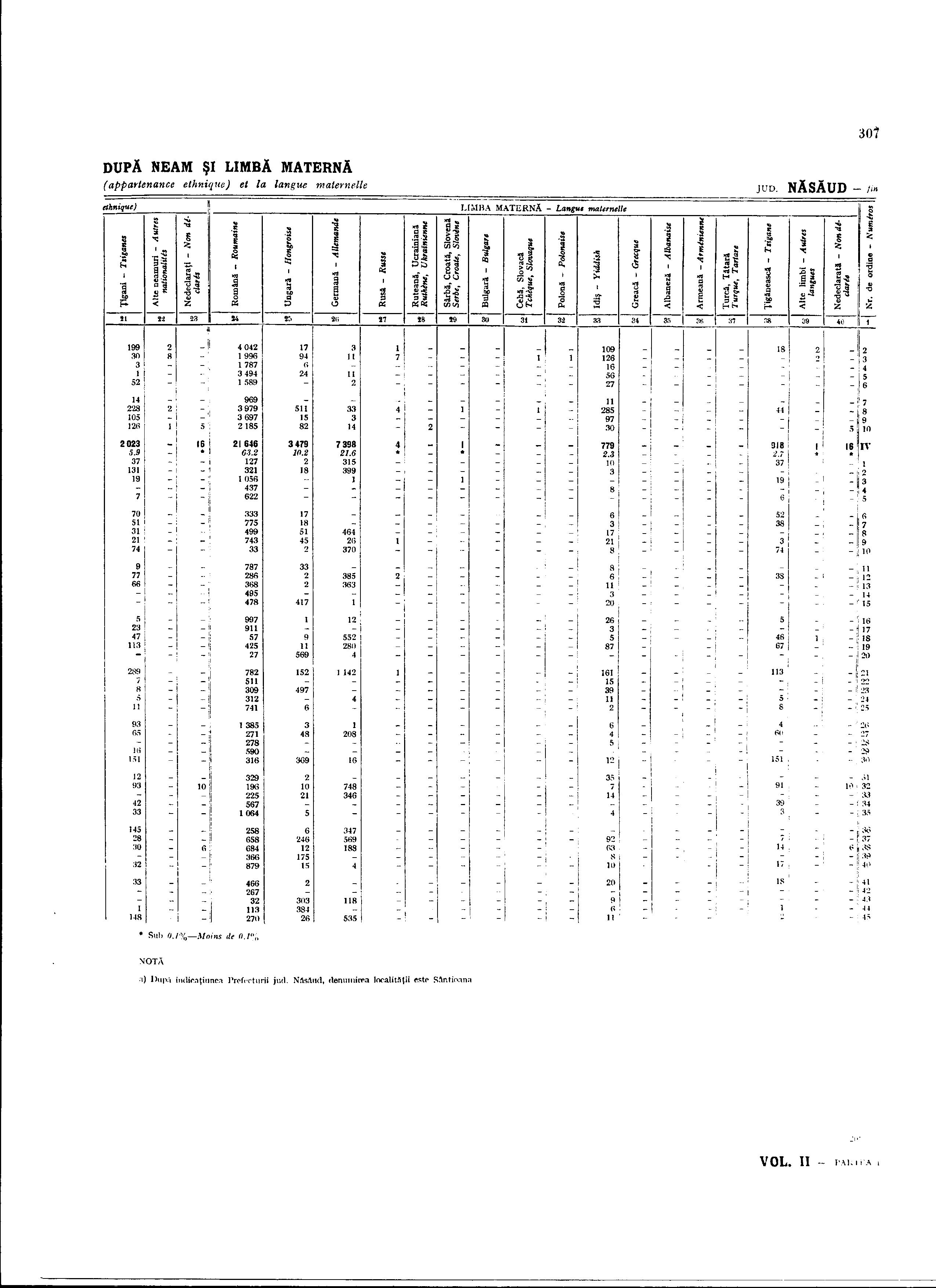
Populația județului în anul 1930, după etnie și limbă maternă
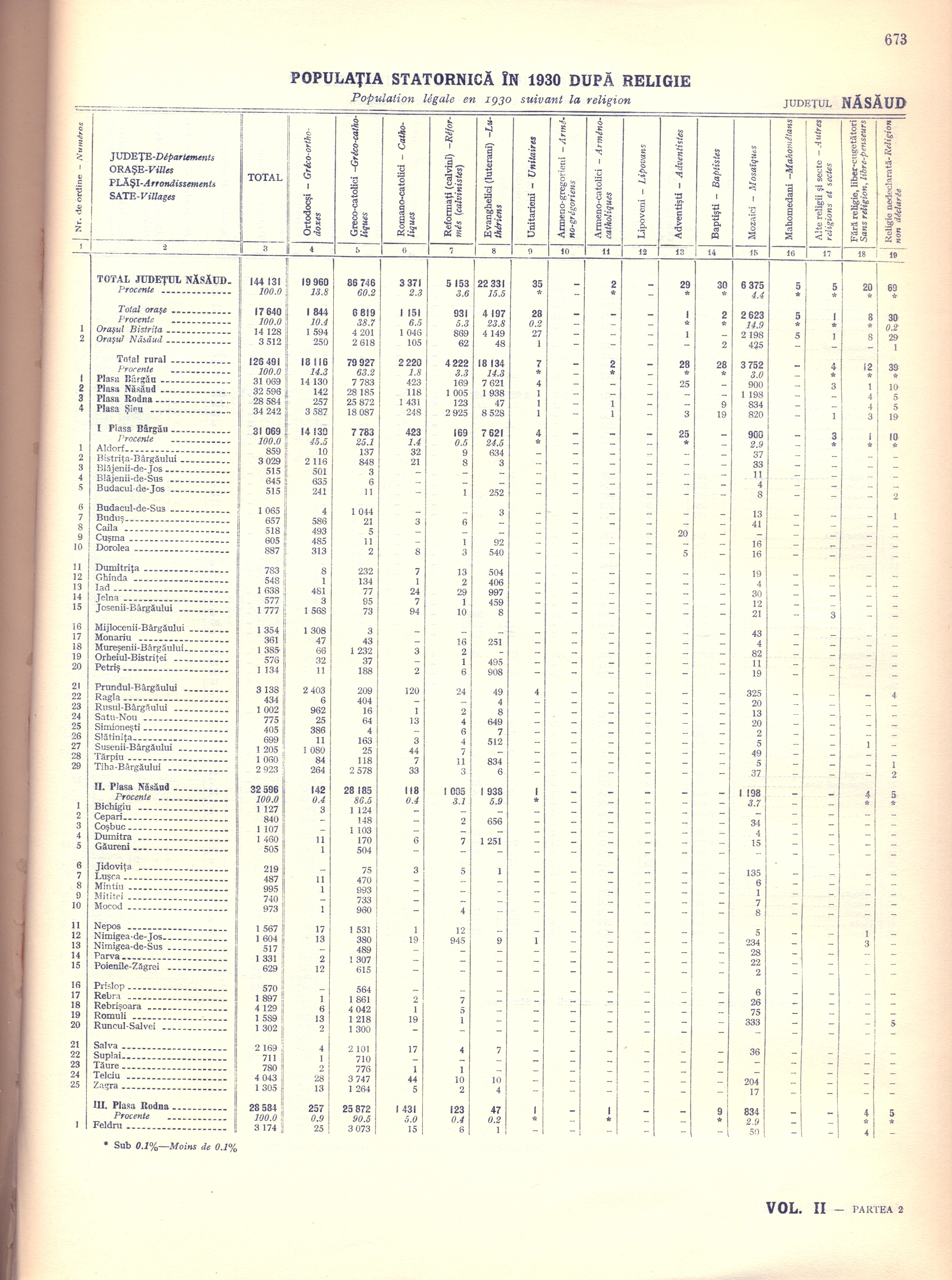
Populația județului în anul 1930, după religie
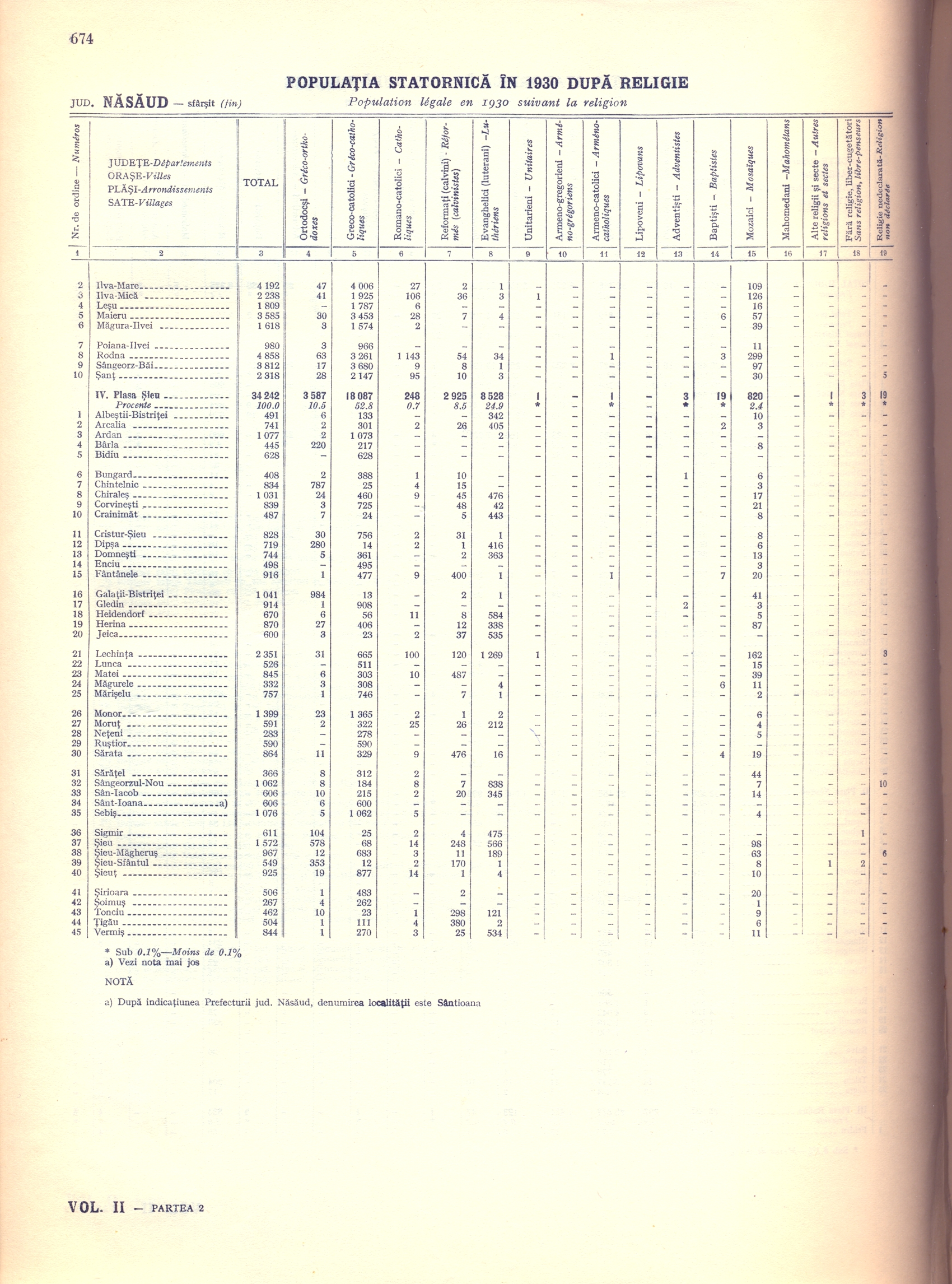
Populația județului în anul 1930, după religie